# الدنفة (ملحان)

تعديل مصدري - تعديل

الدنفة هي إحدى قرى عزلة بني وهب بمديرية ملحان التابعة لمحافظة المحويت، بلغ تعداد سكانها 667 نسمة حسب تعداد اليمن لعام 2004.